# Formica molestans
Formica molestans é uma espécie de formiga do gênero Formica, pertencente à subfamília Formicinae.